# Buzdyganówka
Buzdyganówka – późnoklasycystyczny, piętrowy budynek z 1863 mieszczący się na środku rynku w Krzeszowicach (Rynek 34). Został zbudowany przez lekarza Mikołaja Buzdygana syna Floriana Buzdygana – chłopa, naczelnika powstania na Krzeszowice, na miejscu jego zagrody. Według tradycji w starym, obecnie nieistniejącym budynku, była kuźnia, w której Artur Grottger zdobył inspirację do stworzenia grafiki Kucie kos z cyklu Polonia. Obecnie na parterze budynku mieści się placówka banku.